# Moises Frumencio da Costa Gomez

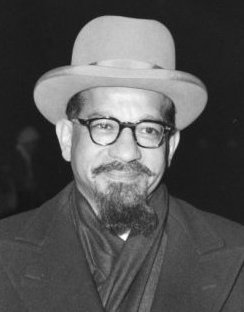
Moises Frumencio da Costa Gomez, 1960

Moises Frumencio da Costa Gomez (* 27. Oktober 1907; † 22. November 1966) war ein Politiker der Niederländischen Antillen.

## Leben
Da Costa Gomez war Mitglied der Nationalen Volkspartei NVP (Nationale Volkspartij) und wurde am 10. Mai 1949 Nachfolger von A. G. Statius Muller als Vorsitzender des Kollegiums der allgemeinen Verwaltung und damit als Regierungschef der niederländischen Kolonie der Niederländischen Antillen. 
Bereits am 14. Juli 1949 wurde er jedoch durch Lindoro Christoffel Kwartsz abgelöst. Am 18. Dezember 1951 löste er wiederum Lindoro Christoffel Kwartsz als Regierungschef ab und bekleidete die nunmehr in Vorsitzender des Regierungsrates umbenannte Funktion bis zu seiner Ablösung durch Efraïn Jonckheer am 8. Dezember 1954.
Da Costa Gomez war mit Lucina da Costa Gomez-Matheeuws verheiratet, die im August 1977 ebenfalls Premierministerin der Niederländischen Antillen war.